# There Is Nothing Left to Lose
«There Is Nothing Left to Lose» — третій студійний альбом американського рок-гурту Foo Fighters, випущений 2 листопада 1999 року лейблами Roswell і RCA Records. Ця платівка є першим студійним записом для барабанщика Тейлора Гокінса і часто розглядається як відхід від попередньої стилю гурту, демонструючи м'якше, більш експериментальне звучання. Вокаліст і гітарист Дейв Ґрол назвав цей альбом своїм улюбленим серед усіх робіт Foo Fighters, заявивши, що він «повністю заснований на мелодії» і що процес запису був безтурботним досвідом. У записі альбому взяли участь лише три музиканти: Ґрол, Гокінс і басист Нейт Мендел у підвалі будинку Ґрола в Александрії, штат Вірджинія.
There Is Nothing Left to Lose отримав нагороду «Ґреммі» за найкращий рок-альбом у 2001 році, ставши першою перемогою для гурту в його історії. Колектив отримав Ґреммі за найкращий рок-альбом за три з наступних чотирьох студійних релізів (One by One; Echoes, Silence, Patience & Grace; і Wasting Light).
There Is Nothing Left to Lose — це перший альбом Foo Fighters, повністю випущений лейблом RCA Records після їхнього відходу з Capitol Records після випуску The Colour and the Shape двома роками раніше. Їхні два попередні студійні альбоми, які спочатку розповсюджував лейбл Capitol, відтоді розповсюджувала RCA.

## Список пісень
Автор музики і слів Дейв Ґрол, Нейт Мендел, Тейлор Гокінс. 
| #     | Назва                                 | Тривалість |
| ----- | ------------------------------------- | ---------- |
| 1.    | «Stacked Actors»                      | 4:17       |
| 2.    | «Breakout»                            | 3:21       |
| 3.    | «Learn to Fly»                        | 3:55       |
| 4.    | «Gimme Stitches»                      | 3:42       |
| 5.    | «Generator»                           | 3:48       |
| 6.    | «Aurora»                              | 5:49       |
| 7.    | «Live-In Skin»                        | 3:52       |
| 8.    | «Next Year»                           | 4:36       |
| 9.    | «Headwires»                           | 4:37       |
| 10.   | «Ain't It the Life»                   | 4:15       |
| 11.   | «M.I.A.»                              | 4:03       |
| 12.   | «Fraternity» (Australian Bonus Track) | 3:09       |
| 49:25 |                                       |            |

## Чарти

### Тижневі чарти
| Чарт (1999)                                          | Найвища позиція |
| ---------------------------------------------------- | --------------- |
| Австралія Australian Albums (ARIA)                   | 5               |
| Австрія Austrian Albums (Ö3 Austria)                 | 34              |
| Бельгія Belgian Albums (Ultratop Flanders)           | 46              |
| Канада Canada Top Albums/CDs (RPM)                   | 4               |
| Нідерланди Dutch Albums (MegaCharts)                 | 59              |
| European Top 100 Albums (Music & Media)              | 17              |
| Фінляндія Finnish Albums (Suomen virallinen lista)   | 25              |
| Франція French Albums (SNEP)                         | 62              |
| Німеччина German Albums (Offizielle Top 100)         | 23              |
| Нова Зеландія New Zealand Albums (Recorded Music NZ) | 12              |
| Норвегія Norwegian Albums (VG-lista)                 | 8               |
| Шотландія Scottish Albums (OCC)                      | 33              |
| Швеція Swedish Albums (Sverigetopplistan)            | 7               |
| Велика Британія UK Albums (OCC)                      | 10              |
| США Billboard 200                                    | 10              |

### Річні чарти
| Чарт (1999)           | Позиція |
| --------------------- | ------- |
| Canadian Albums (RPM) | 51      |
| UK Albums (OCC)       | 169     |

| Чарт (2000)              | Позиція |
| ------------------------ | ------- |
| Australian Albums (ARIA) | 91      |
| UK Albums (OCC)          | 127     |
| US Billboard 200         | 117     |

## Сертифікації
| Регіон | Сертифікація  | Продажі    |
| --- | ------------- | ---------- |
| Австралія (ARIA)                                                                                                 | 2× Платиновий | 140 000^   |
| Канада (Music Canada)                                                                                            | Платиновий    | 100 000^   |
| Японія (RIAJ) | Золотий       | 100 000^   |
| Велика Британія (BPI)                                                                                            | 2× Платиновий | 600 000    |
| США (RIAA) | Платиновий    | 1 000 000^ |
| ^відвантаження, що базуються лише на сертифікаціях · продажі+прослуховування, що базуються лише на сертифікаціях |               |            |